# Football Club Blue Stars Zurich

Logo

Le FC Blue Stars Zurich est un club de football de la ville de Zurich en Suisse.
Le club a été fondé en 1898. Il évolue en 2e Ligue.

## Parcours
- 1913 – 1914 : Championnat de Suisse D1
- 1915 – 1934 : Championnat de Suisse D1
- 1934 - 1943 : Championnat de Suisse D2
- 1954 - 1956 : Championnat de Suisse D2
- 1965 - 1967 : Championnat de Suisse D2

## Anciens joueurs
- Bruno Brizzi
- Kurt Armbruster